# يان ليانغ
يان ليانغ (23 يناير 1985 - ) (بالصينية: 闫亮) هو لاعب كرة يد الصين. شارك في الألعاب الأولمبية الصيفية 2008.

## وصلات خارجية
- يان ليانغ على موقع أوليمبيديا (الإنجليزية)
- يان ليانغ على موقع اللجنة الأولمبية الصينية (الإنجليزية)